# Silli-Sîn
Silli-Sîn est le dernier roi indépendant d'Eshnunna. Il monte sur le trône à la faveur des troubles issus de la mort de Ibal-pi-El II lors de la conquête élamite de la ville puis de la guerre générale qui oppose Alep, Babylone et Mari à l'Élam.
Vers 1762 av. J-C, Hammurabi décide de conquérir Eshnunna et Silli-Sîn est rapidement battu.